# Macclenny
Macclenny er en amerikansk by og administrativt centrum for det amerikanske county Baker County i staten Florida. Byen har et indbyggertal på 7.304 (2020) indbyggere.